# شورنسوهلن
شورنسوهلن (به آلمانی: Schürensöhlen) یک شهر در آلمان است که در هرتسوگتوم لاونبورگ واقع شده‌است. شورنسوهلن ۱۶۱ نفر جمعیت دارد.